# Innsteg
Der Innsteg ist eine denkmalgeschützte Fußgängerbrücke, die in Passau von der Altstadt über den Inn in die Innstadt führt.
Vor dem Bau des Stegs gab es in Passau mit der Marienbrücke nur eine feste Innquerung für Fußgänger. Daneben gab es noch Fähren. Eine befand sich etwa auf halbem Weg zwischen Marienbrücke und der Kaiserin-Elisabeth-Brücke und eine auf Höhe des Schaiblingsturms.
Initiiert vom Apotheker Paul Egger bildete sich im Februar 1908 eine Bürgervereinigung zum Bau einer Fußgängerbrücke. Der Bau der Brücke durch die öffentliche Hand war aus finanziellen Gründen nicht möglich. Daher wurde beschlossen eine Aktiengesellschaft zu gründen und es wurde angedacht den Bau und die Verzinsung der Aktionäre durch einen Brückenzoll zu erwirtschaften. Nachdem bis 1911 ein Finanzierungsplan und Baukosten ermittelt wurden, wurde am 23. Dezember 1912 die Passauer Innsteg Aktiengesellschaft mit einem Kapital von 170.000 Mark gegründet. Der Anteil der Stadt Passau betrug 50.000 Mark. Verzögert durch die Verknappung an Material und Personal während des Ersten Weltkriegs wurde der Steg am 2. Oktober 1916 offiziell eröffnet. Die Maut wurde für Einzelpersonen auf 5 Pfennige festgelegt, wovon sich der Name Fünferlsteg ableitet. Kassiert wurde die Maut in einem eigens errichteten Mauthäuschen am Nordende der Brücke. Der zweigeschossige Walmdachbau ist erhalten und steht wie die Brücke unter Denkmalschutz.
Am 3. Mai 1945 wurde der Steg wie viele andere Brücken am Ende des Zweiten Weltkriegs gesprengt. Finanziert durch eine Kapitalerhöhung und unterstützt durch die Stadt wurde der Steg wieder aufgebaut und am 29. August 1947 neu eröffnet. Beim Wiederaufbau kamen zwei Arbeiter ums Leben.
Der Unterhalt und Reparaturen z. B. nach dem Donauhochwasser 1954 führten dazu, dass ab dem 1. Januar 1959 der Brückenzoll auf 10 Pfennige erhöht wurde. Eine weitere Erhöhung 1973 konnte wegen zurück gehenden Nutzerzahlen wirtschaftliche Schwierigkeiten der Betreibergesellschaft nicht verhindern. Am 1. Oktober ging der Steg von der Stadt Passau übernommen und die Innsteg-AG löste sich im August 1977 auf. Seit der Übernahme durch die Stadt ist die Nutzung des Steges kostenlos.

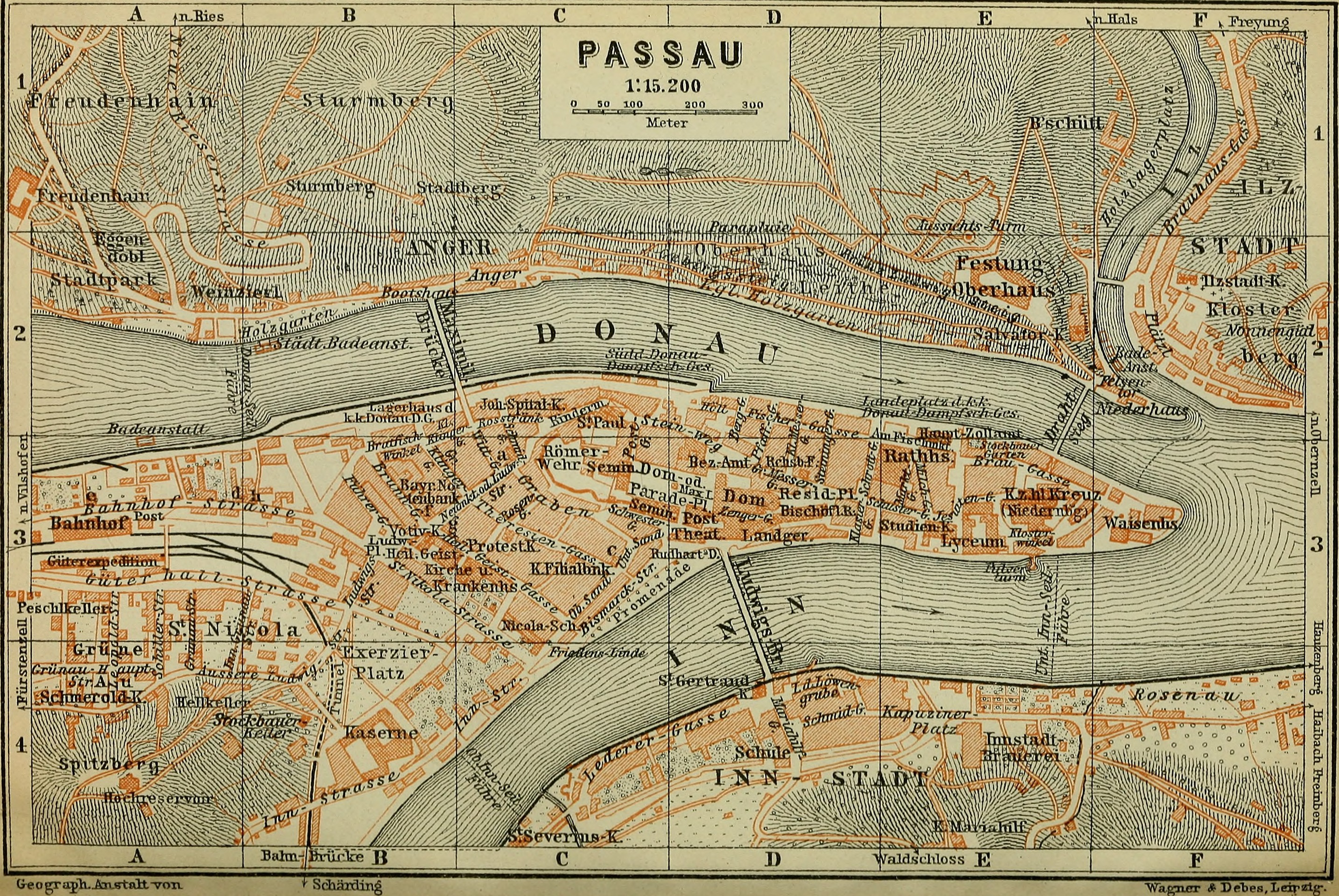
Karte von Passau vor dem Bau des Innstegs
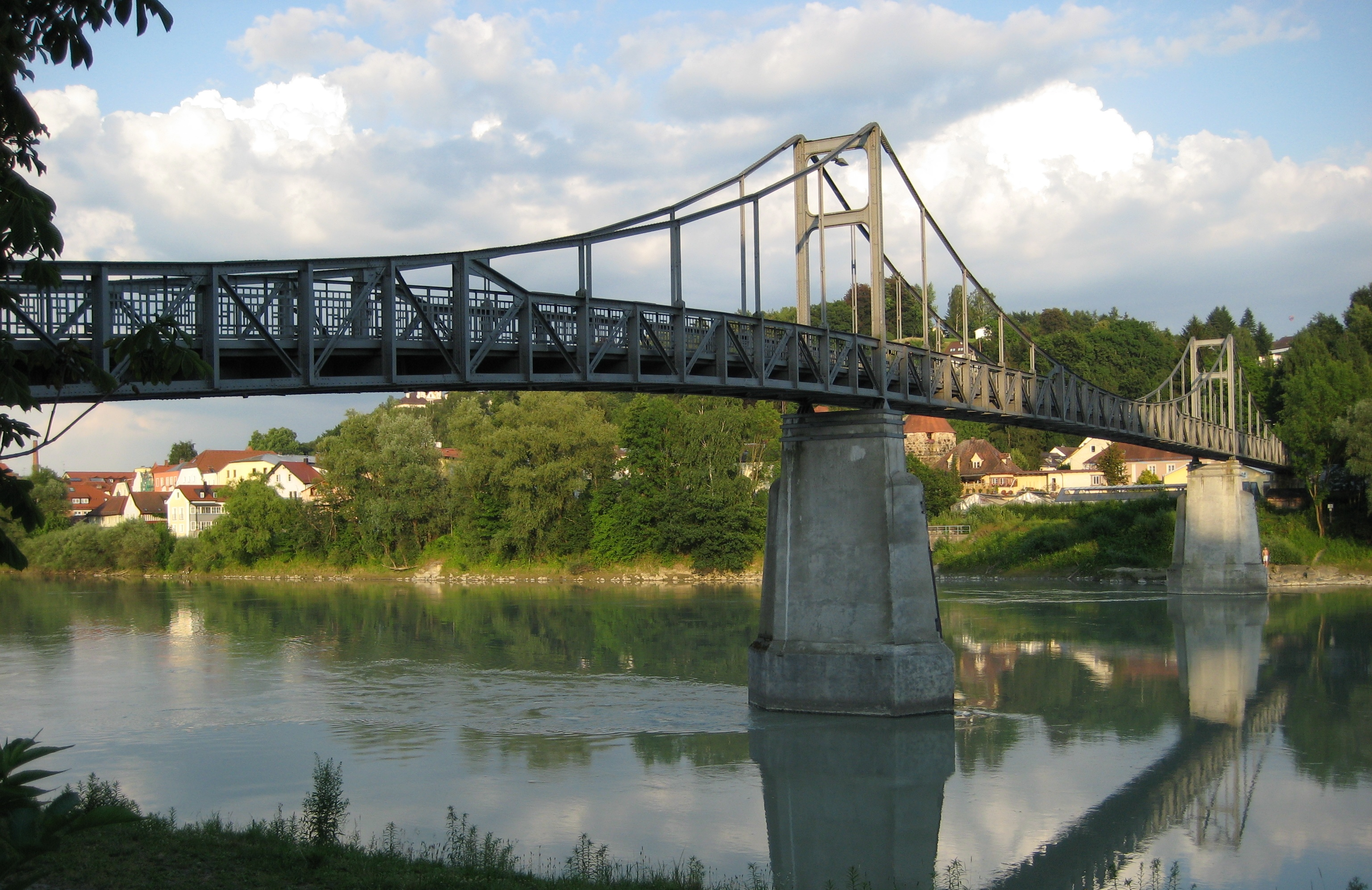
Innsteg gesehen von der Altstadt
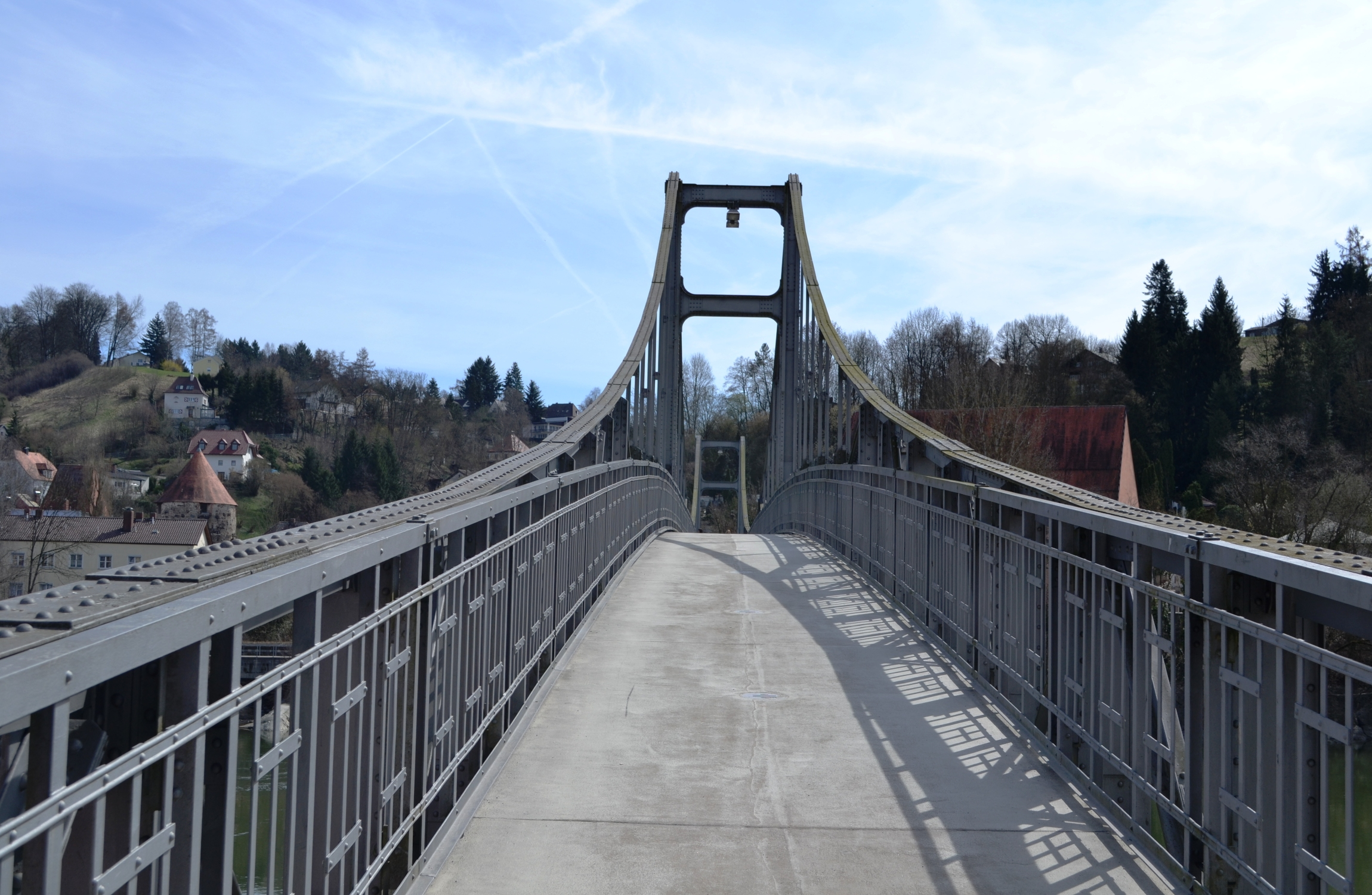
Fußweg über den Steg
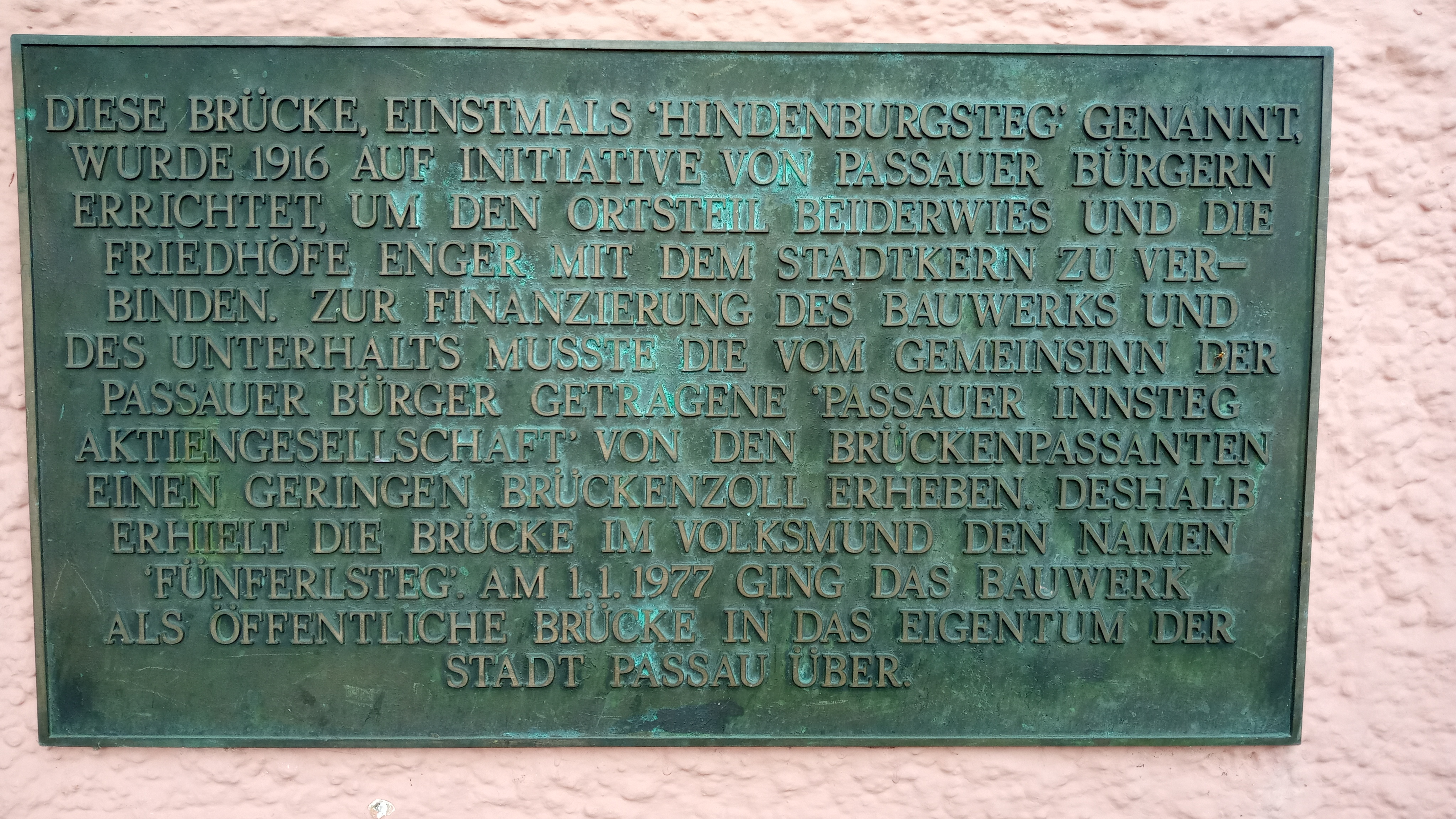
Infotafel